# David Robb
David Robb, född 23 augusti 1947 i London, är en skotsk skådespelare inom teater, film och TV. För svensk publik är han främst känd för rollen som Robin Hood i TV-filmen Ivanhoe (1982) och som doktor Clarkson i dramaserien Downton Abbey.
Robb föddes i London men växte upp i Edinburgh.

## Filmografi i urval
- 1976 – Jag, Claudius (TV-serie)
- 1978 – Svindlande höjder (TV-serie)
- 1982 – Ivanhoe (TV-film)
- 1985 – Wallenberg: A Hero's Story
- 1993 – Swing Kids
- 1995–2003 – Casualty (TV-serie)
- 1996 – Highlanders (TV-serie)
- 1996 – Sanningen om Rory (TV-serie)
- 2000 – Morden i Midsomer (TV-serie), Bortom graven
- 2000–2004 – The Bill (TV-serie)
- 2001 – EastEnders (TV-serie)
- 2002 – Tillbaka till Aidensfield (TV-serie)
- 2003 – Karl för sin kilt (TV-serie)
- 2004 – The Life and Death of Peter Sellers
- 2007 – Elizabeth: The Golden Age
- 2009 – Young Victoria
- 2010–2015 – Downton Abbey (TV-serie)
- 2015 – Wolf Hall (TV-serie)